# Think Before I Talk
Think Before I Talk è un singolo della cantante norvegese Astrid S, pubblicato il 25 agosto 2017 su etichetta Universal Music A/S.

## Video musicale
Il videoclip è stato reso disponibile il 14 settembre 2017.

## Tracce
Testi e musiche di Andrew Cedar, Madison Love e Scott Harris.
Download digitale
1. Think Before I Talk – 3:04

Download digitale – Remixes, Pt. 1
1. Think Before I Talk (Cahill Remix) – 3:12
2. Think Before I Talk (Flava D Remix) – 4:53
3. Think Before I Talk (Ten Ven Remix) – 5:33

Download digitale – Acoustic
1. Think Before I Talk (Acoustic) – 3:37

Download digitale – Remixes, Pt. 2
1. Think Before I Talk (Wingtip Remix) – 3:35
2. Think Before I Talk (West Coast Massive Remix) – 3:21
3. Think Before I Talk (Nonsens Remix) – 3:26

## Formazione
- Astrid S – voce
- Andrew Cedar – produzione
- Earwulf – produzione
- Dave Kutch – mastering
- Tony Maserati – missaggio

## Classifiche

### Classifiche settimanali
| Classifica (2017) | Posizione massima |
| ----------------- | ----------------- |
| Belgio (Fiandre)  | 64                |
| Danimarca         | 9                 |
| Norvegia          | 1                 |
| Svezia            | 20                |

### Classifiche di fine anno
| Classifica (2017) | Posizione |
| ----------------- | --------- |
| Norvegia          | 23        |